# Comuna Dobreni, Neamț
Dobreni este o comună în județul Neamț, Moldova, România, formată din satele Cășăria, Dobreni (reședința) și Sărata.

## Așezare
Comuna se află în zona centrală a județului, pe malul drept al Cracăului, la marginea estică a Subcarpaților Moldovei. Este străbătută de șoseaua națională DN15C, care leagă Piatra Neamț de Fălticeni. La Dobreni, din acest drum se intersectează cu șoseaua județeană DJ156A, care o leagă spre nord-vest de Negrești și Crăcăoani și spre sud de Girov (unde se intersectează cu DN15D), Roznov (unde se intersectează cu DN15), Borlești, Tazlău și mai departe în județul Bacău de Balcani, Pârjol și Ardeoani (unde se termină în DN2G). Pe teritoriul comunei se află rezervația forestieră Dobreni, rezervație de tip forestier unde sunt protejate specii de mesteacăn.

## Demografie
Componența etnică a comunei Dobreni
     Români (90,65%)
     Alte etnii (9,35%)
Componența confesională a comunei Dobreni
     Ortodocși (88,9%)
     Alte religii (1,87%)
     Necunoscută (9,23%)
Conform recensământului efectuat în 2021, populația comunei Dobreni se ridică la 1.712 locuitori, în scădere față de recensământul anterior din 2011, când fuseseră înregistrați 1.842 de locuitori. Majoritatea locuitorilor sunt români (90,65%). Din punct de vedere confesional, majoritatea locuitorilor sunt ortodocși (88,9%), iar pentru 9,23% nu se cunoaște apartenența confesională.

## Politică și administrație
Comuna Dobreni este administrată de un primar și un consiliu local compus din 11 consilieri. Primarul, Vasilica Crețu[*], de la Partidul Social Democrat, este în funcție din 2016. Începând cu alegerile locale din 2024, consiliul local are următoarea componență pe partide politice:
|  | Partid                          | Consilieri | Componența Consiliului | Componența Consiliului | Componența Consiliului | Componența Consiliului | Componența Consiliului |
|  | ------------------------------- | ---------- | ---------------------- | ---------------------- | ---------------------- | ---------------------- | ---------------------- |
|  | Partidul Social Democrat        | 5          |                        |                        |                        |                        |                        |
|  | Uniunea Salvați România         | 3          |                        |                        |                        |                        |                        |
|  | Partidul Național Liberal       | 2          |                        |                        |                        |                        |                        |
|  | Alianța pentru Unirea Românilor | 1          |                        |                        |                        |                        |                        |

## Istorie
La sfârșitul secolului al XIX-lea, comuna făcea parte din plasa Piatra-Muntele a județului Neamț și era formată din satele Dobreni, Cășăria, Malu, Măscătești, Almaș, Negrești și Poiana Almașului, având în total 2874 de locuitori ce trăiau în 680 de case. În comună funcționau șapte biserici și trei școli. Anuarul Socec din 1925 consemnează comuna în plasa Piatra a aceluiași județ, având 3475 de locuitori în satele Almaș, Dobreni, Negrești, Malu, Cășeria, Sărata-Pângărați și Poiana Almaș. În 1931, satele Negrești și Poiana Almașului (denumit acum doar Poiana) s-au separat formând comuna Negrești, iar comuna Dobreni a rămas cu satele Almaș, Cășăria, Dobreni, Malu și Sărata.
În 1950, comuna a trecut în administrarea raionului Piatra Neamț din regiunea Bacău. În 1968, ea a redevenit parte a județului Neamț, reînființat; tot atunci, satul Malu a fost desființat și comasat cu satul Dobreni; satul Almaș a trecut la comuna Gârcina, iar comuna Negrești a fost desființată, satele ei, Negrești și Poiana trecând din nou la comuna Dobreni. În 2005, comuna Negrești a fost reînființată cu satele Poiana și Negrești, comuna Dobreni căpătând de atunci alcătuirea actuală.

## Monumente istorice
Trei obiective din comuna Dobreni sunt incluse în lista monumentelor istorice din județul Neamț ca monumente de interes local. Unul este un sit arheologic, aflat pe dealul Mătăhuia de lângă satul Cășăria, unde s-au găsit urmele a două așezări neolitice aparținând culturii Cucuteni (una faza A, cealaltă fazele A și B). Celelalte două obiective sunt clasificate ca monumente de arhitectură — biserica de lemn „Sfinții Voievozi” (1832) din satul Cășăria; și biserica de lemn „Sfântul Dumitru” (1752, cu adăugiri în 1933) din satul Sărata.